# Santiago Gentiletti
Santiago Juan Gentiletti, (Gödeken, 9 de janeiro de 1985) é um futebolista argentino que atua como zagueiro. Atualmente, joga pelo Albacete.

## Carreira
Gentiletti começou a carreira no Gimnasia La Plata.

## Títulos
Argentinos Juniors
- Campeonato Argentino: 2010 (Clausura)

San Lorenzo
- Copa Libertadores da América: 2014